# سارگیس ماناسایان
سارگیس ماناسایان (ارمنی: Սարգիս Մանասյան؛ درگذشته ۱۹۲۰) سیاست‌مدار اهل ارمنستان بود.